# Íþróttafélagið Völsungur
La Íþróttafélagið Völsungur, nota semplicemente come Völsungur, è una società calcistica islandese con sede nella città di Húsavík.
Per la stagione 2025 milita nella 1. deild karla, la seconda divisione di calcio islandese. Il club in passato ha vinto altre 5 volte il campionato di terza divisione: 1968, 1971, 1979, 1995 e 2003.
Il periodo di massimo splendore della società tuttavia si attesta a metà degli anni '80 del XX secolo quando, dopo aver vinto la 1. deild karla nel 1986; venne promossa nella massima serie dove rimase però appena due stagioni: 1987 e 1988.

## Rosa attuale
| N. |                     | Ruolo | Calciatore                    |
| -- | ------------------- | ----- | ----------------------------- |
| 1  | Serbia (bandiera)   | P     | Dejan Pešić                   |
| 2  | Islanda (bandiera)  | D     | Aðalsteinn Jóhann Friðriksson |
| 4  | Islanda (bandiera)  | A     | Arnór Hermannsson             |
| 5  | Serbia (bandiera)   | D     | Marko Blagojevic              |
| 6  | Islanda (bandiera)  | D     | Ásgeir sigurgeirsson          |
| 7  | Islanda (bandiera)  | D     | Bergur jónmundsson            |
|    | Islanda (bandiera)  | C     | Halldór Geir Hreiðarsson      |
| 8  | Islanda (bandiera)  | C     | Atli Arnarson                 |
|    | Ungheria (bandiera) | A     | Péter Odrobéna                |
| 9  | Islanda (bandiera)  | C     | Gunnar Sigurður Jósteinsson   |

| N. |                     | Ruolo | Calciatore                   |
| -- | ------------------- | ----- | ---------------------------- |
| 11 | Islanda (bandiera)  | D     | Pétur ásbjörn Sæmundsson     |
| 12 | Islanda (bandiera)  | P     | Sigvaldi Þór Einarsson       |
| 12 | Islanda (bandiera)  | P     | Bjarki Þór Jónasson          |
| 14 | Islanda (bandiera)  | C     | Sigþór Hannesson             |
| 15 | Islanda (bandiera)  | C     | Stefán Jón Sigurgeirsson     |
| 17 | Islanda (bandiera)  | A     | Sveinbjörn Már Steingrímsson |
| 19 | Slovenia (bandiera) | A     | Tine Zornik                  |
| 20 | Islanda (bandiera)  | C     | Halldór Fannar Júlísson      |
|    | Islanda (bandiera)  | C     | Hafþór Már Aðalsteinsson     |
|    | Islanda (bandiera)  | C     | Hrannar Björn Steingrímsson  |

## Palmarès

### Competizioni nazionali
- 1. deild karla: 1

1986
- 2. deild karla: 6

1968, 1971, 1979, 1995, 2003, 2012
- 3. deild karla: 1

2009

### Altri piazzamenti
- Coppa d'Islanda:

Semifinalista: 1974
- 2. deild karla:

Secondo posto: 2024
- 3. deild karla:

Secondo posto: 2001, 2015